# Zehnt (Mormonentum)

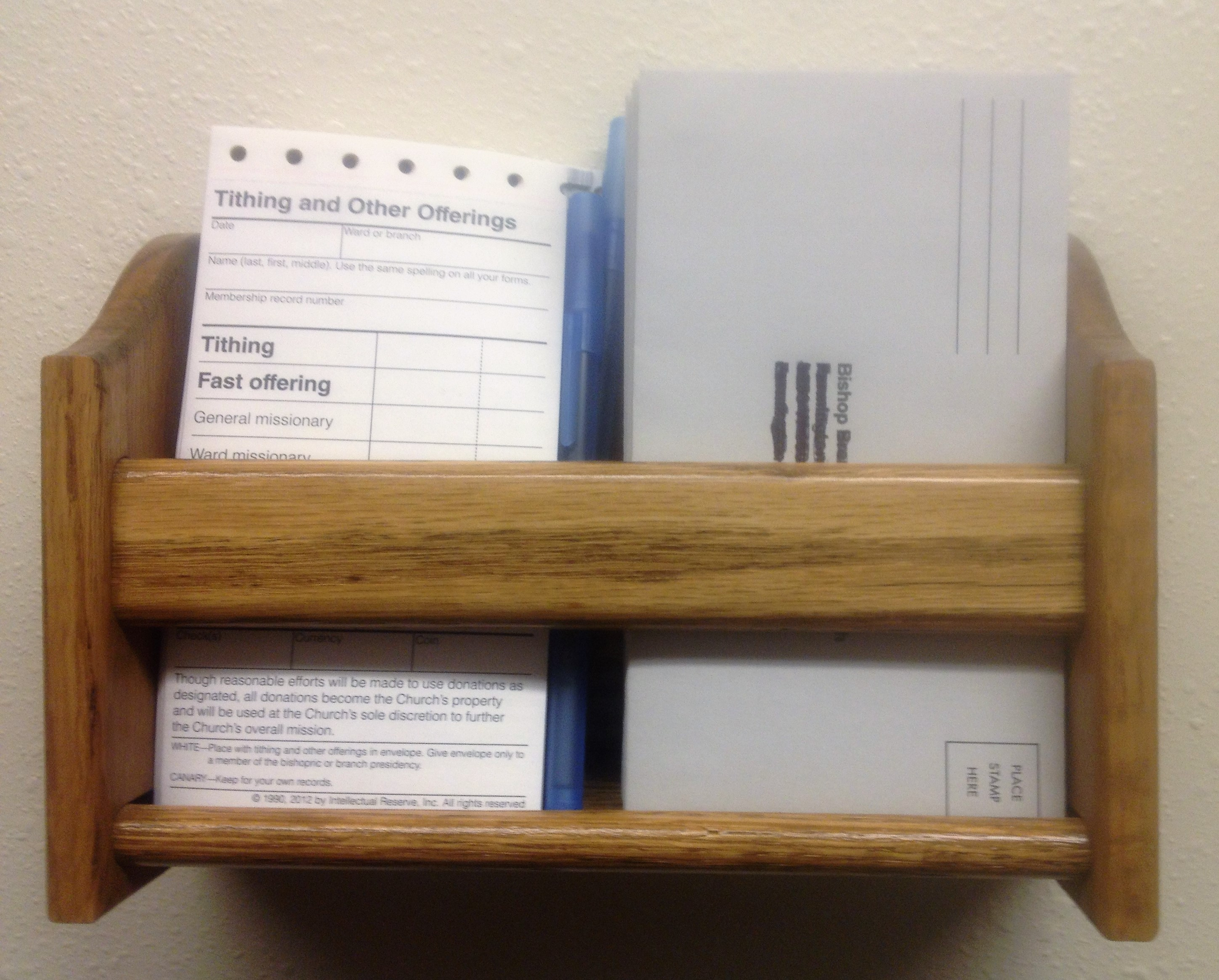
Zehntformulare und Umschläge, die in der HLT-Kirche benutzt werden.

Der Zehnt (englisch Tithe) ist ein Gebot in vielen Kirchen des Mormonentums. Die Gläubigen zahlen den Zehnt an ihre Kirche, gewöhnlich zehn Prozent ihres Einkommens. Der Zehnt basiert auf biblischer Praxis und den modernen Offenbarungen von Joseph Smith und seinen akzeptierten Nachfolgern. Für viele dieser Kirchen ersetzte der Zehnt das Gebot der Vereinigten Ordnung. Die Kirche Jesu Christi der Heiligen der Letzten Tage legte Wert auf den Zehnt in den 1900er und 1960er Jahren, um ihre Schulden abzuzahlen.

## Hintergrund und Ursprung
Joseph Smith und Oliver Cowdery verpflichteten sich am 29. November 1834 in Übereinstimmung mit dem biblischen Vorbild des Zehnts aus ihrem Einkommens arme Mitglieder in der Kirche zu unterstützen. Jedoch verstanden die Mitglieder zu der Zeit der Kirche Christi, trotz des Wortlauts des altenglischen Begriffs Tithe für ein Zehntel unter dem Zehnt jede mögliche Ware oder Geld und eine beliebige Menge. Zum Beispiel wurde der Zehnt im Jahre 1837 von der Präsidierenden Bischofschaft als zwei Prozent des jährlichen Wertes eines Haushaltes definiert.:18
Während Smith in Missouri war, bekam er eine Offenbarung. Seine Anhänger sollen eine Stadt Zions bauen und einen Tempel. Da er für all diese Vorhaben Geld brauchte, versammelte Smith sich mit einigen Kirchenführern und betete. Dies geschah am 8. Juli 1838. Die Antwort von Gott schrieb er in das Buch Lehre und Bündnisse. Es ist die Sektion 119 in der HLT-Kirche Ausgabe und die Sektion 106 in der Ausgabe der Gemeinschaft Christi. Diese beschreibt drei Arten des Zehnt. Die erste bedeutet „all ihr zusätzliches Eigentum“. Die zweite bedeutet „alle die sich in Zion sammeln sollen den Zehnt zahlen“ und die dritte bedeutet „ein Zehntel ihres jährlichen Einkommens“. Die Offenbarung gibt bekannt, dass das zusätzliche Eigentum für die Vision und die allgemeinen Ausgaben der Kirche benötigt wird.
Nachdem Smith diese Offenbarung zum Zehnten bekommen hat, beauftragte er Brigham Young, das „zusätzliche Eigentum“ der Mormonen einzusammeln. Smith definierte das „zusätzliche Eigentum“ nicht. Er ließ die Leute selber entscheiden. Im November 1841 beschloss das Kollegium der Zwölf Apostel, das „zusätzliche Eigentum“ tatsächlich „ein Zehntel des Einkommens“ bedeutete.:53–54

## Kirche Jesu Christi der Heiligen der Letzten Tage
Die Kirche Jesu Christi der Heiligen der Letzten Tage ist die größte mormonische Kirche.

### Historische und moderne Definitionen
Brigham Young definierte den Zehnt als zehn Prozent eines Eigentums nach der Konvertierung und danach zehn Prozent des jährlichen Einkommens. Er führte auch einen „Einwanderungszehnt“ ein. Dies waren zehn Prozent des Eigentums nach Ankunft in dem Staat Deseret.:19 Jedoch gab Young zu, dass niemand den Zehnten so zahlt, wie es im Buch Lehre und Bündnisse vorgesehen ist. John Taylor eliminierte den Einwanderungszehnt am 1. Januar 1875.:54
Die HLT-Kirche definiert den Zehnt heutzutage als zehn Prozent des jährlichen Einkommens. Jedes Mitglied entscheidet was „Einkommen“ bedeutet.

### Geschichte
Die Einführung von Zehnt- und Fastengeldern markierte eine Trendwende in der Geschichte der HLT-Kirche. Davor waren die Mitglieder in der Vereinigten Ordnung organisiert und lebten in Gütergemeinschaft nach dem Vorbild der Jerusalemer Urgemeinde. Das neue System war für eine Zeit der wirtschaftlichen Stabilität gedacht. Während der ersten Periode der Kirche in Utah, konnte der Zehnt in verschiedenen Formen gezahlt werden. Der „Eigentumszehnt“ beinhaltete das gesamte Eigentum, das man bei der Konvertierung besaß. Diese Form des Zehnt wurde wieder eingeführt in der Konferenz vom September 1851 wegen nicht zufriedenstellenden Einnahmen. „Arbeitszehnt“ war das zur Verfügung stellen von Arbeitskraft an jedem zehnten Tag für Kirchenprojekte. Der Zehnte konnte auch in seiner ursprünglichen Form bezahlt werden. In Form von Nutztieren, Produkten oder Sklaven.:134–7 Beiträge in der Währung der Vereinigten Staaten, Währungen anderer Länder oder Gold wurden auch akzeptiert.:134–7 Die HLT-Kirche war in einer Schuldenkrise nach der Panik von 1893. Lorenzo Snow wurde der Präsident der Kirche im Jahre 1898 und arbeitete die Geldprobleme der Kirche zu beheben. Die Zehntgelder nahmen ab und deshalb reiste Snow in den Süden von Utah im Jahre 1899 und rief die Mitglieder dazu auf, einen vollen Zehnt zu zahlen. Er reiste zurück nach Salt Lake City und predigte weiter, das der volle Zehnt gezahlt werden solle. Die Zehnteinnahmen der Kirche nahmen wieder zu. Der Nachfolger von Snow, Joseph F. Smith, predigte weiter die Wichtigkeit des Zehnten. Die HLT-Kirche zahlte alle ihre Schulden bis zum Ende des Jahres 1906. Im Jahre 1908 reformierte die Erste Präsidentschaft die Zahlung des Zehnt. Sie wechselte zu einem rein auf Bargeld funktionierenden System. Während der 1950er Jahre startete die HLT-Kirche ein Bauprogramm. Dies führte wieder zu Schulden und einem Defizit. Der Apostel N. Eldon Tanner stoppte das Bauprogramm im Jahre 1963. Er machte dies, um finanzielle Reserven für die Kirche aufzubauen.:25–26 Zu dieser Zeit predigten die Kirchenführer wieder die Wichtigkeit des Zehnt.:47

### Absicht und Methode der Einnahme
Die HLT-Kirche benutzt die Einnahmen aus dem Zehnt für ihre Gemeindehäuser und Tempel. Außerdem werden damit das Missionsprogramm und die Bildungseinrichtungen bezahlt.
Die Einnahmen durch den Zehnt in den Vereinigten Staaten werden zum Kirchenhauptquartier nach Salt Lake City gebracht. Die Einnahmen außerhalb der Vereinigten Staaten bleiben in ihrem Ursprungsland. Dies wird gemacht, um lange Sendezeiten und Übertragungsgebühren einzusparen.:20 Im Jahre 2015 gab die Kirche eine Möglichkeit für ihre Mitglieder in den Vereinigten Staaten, den Zehnt und andere Spenden online zu zahlen.
Heutzutage arbeitet die Kirche mit nicht-bezahlten Laienpredigern auf der regionalen Ebene.:20–22  Nach Gordon B. Hinckley werden die Kirchenführer heutzutage mit einem „Lebensunterhalt“ vergütet, der aus dem Geschäftseinkommen der Kirche bezahlt wird.

### Der Zehnt in Interviews

#### Die Vereinbarung des Zehnt
Während der Utah Periode wurde der Zehnt jedes Jahr immer am 31. Dezember vereinbart. Die Mitglieder berichteten ihrem Bischof von ihrem Gehalt und vereinbarten den Zehnt. Wenn der Zehnt weniger war als erwartet, wurden die Mitglieder befragt, wie sie die fehlende Summe aufbringen wollten. Eine Überbezahlung wurde ins nächste Jahre mitgenommen und von dem Betrag im nächsten Jahr abgezogen.:138
Heutzutage vereinbart jeder Bischof mit jedem Mitglied ein Einzelgespräch über die Zahlung des Zehnt. In den Interviews geben die Mitglieder ihren Status als Zehntzahler bekannt und der Bischof schreibt dies in die Kirchendokumente.

#### Tempelempfehlungsschein
Im Interview für den Tempelempfehlungsschein werden die Mitglieder befragt, ob sie den vollen Zehnt zahlen. Jedoch kann vereinbart werden, dass der Zehnt zu einem späteren Zeitpunkt gezahlt wird.:162–163 Die Zahlung des vollen Zehnt für den Tempelbesuch gibt es seit der Periode des Nauvoo-Tempel.

## Gemeinschaft Christi
Die Gemeinschaft Christi ist die zweitgrößte mormonische Kirche.
Von neuen Konvertiten wird erwartet, dass sie ein Inventar ihres Eigentums anlegen. Ihr erster Zehnt beträgt ein Zehntel ihres Eigentums. Dieser kann zu jeder beliebigen Zeit bezahlt werden. Danach zahlen die Mitglieder den Zehnt jährlich. Dabei rechnen sie ihr Einkommen aus, ziehen ihre Lebenskosten ab und geben der Kirche zehn Prozent des verbleibenden Betrags. Die Gemeinschaft Christi definiert den Zehnten als Geldabgaben, um lokale Aufgaben, Missionszentren und die weltweite Mission der Kirche zu unterstützen. Die Geldabgaben können den Zehnten beinhalten. Ärmere Mitglieder können jede beabsichtigte Menge von Geld abgeben.

## Kirche Jesu Christi (Cutleriten)
Die Kirche Jesu Christi (Cutleriten) praktizieren nicht den Zehnt. Sie haben weniger als 20 Mitglieder und praktizieren stattdessen die Vereinigte Ordnung.:219–47 Sie glauben, das Joseph Smith niemals die Offenbarung zum Zehnten bekommen hat. Da diese Offenbarung den Mitglieder der Kirche erst nach dem Tod von Smith präsentiert wurde.:297–305

## Weiterführende Literatur
- Der Zehnte in der Enzyklopädie des Mormonismus
- Roland Lindner: Das geheime Firmenimperium der Mormonen. In: FAZ. 25. August 2012, abgerufen am 1. Januar 2021.
- Die Finanzen einer wachsenden, weltweiten Glaubensgemeinschaft der Kirche Jesu Christi der Heiligen der Letzten Tage (Gérald Caussé)